# Somersault (Beach Fossils)
Somersault è il terzo album in studio della band indie rock americana Beach Fossils, pubblicato il 2 giugno 2017 e prodotto dal frontman Dustin Payseur e Jonathan Rado. È stato il primo album dei Beach Fossils pubblicato attraverso l'etichetta di Payseur, Bayonet Records, che ha iniziato nel 2015 con sua moglie e con l'ex manager dell'etichetta Captured Tracks Katie Garcia. Somersault ha prodotto cinque singoli che sono considerati tra le canzoni più famose della band, che includono This Year, Saint Ivy, Down The Line, Tangerine e Social Jetlag. L'album ha segnato un cambiamento nello stile della band dall'energico jangle pop dei dischi precedenti a un suono stratificato e più strutturato radicato nel pop barocco e nell'indie rock.

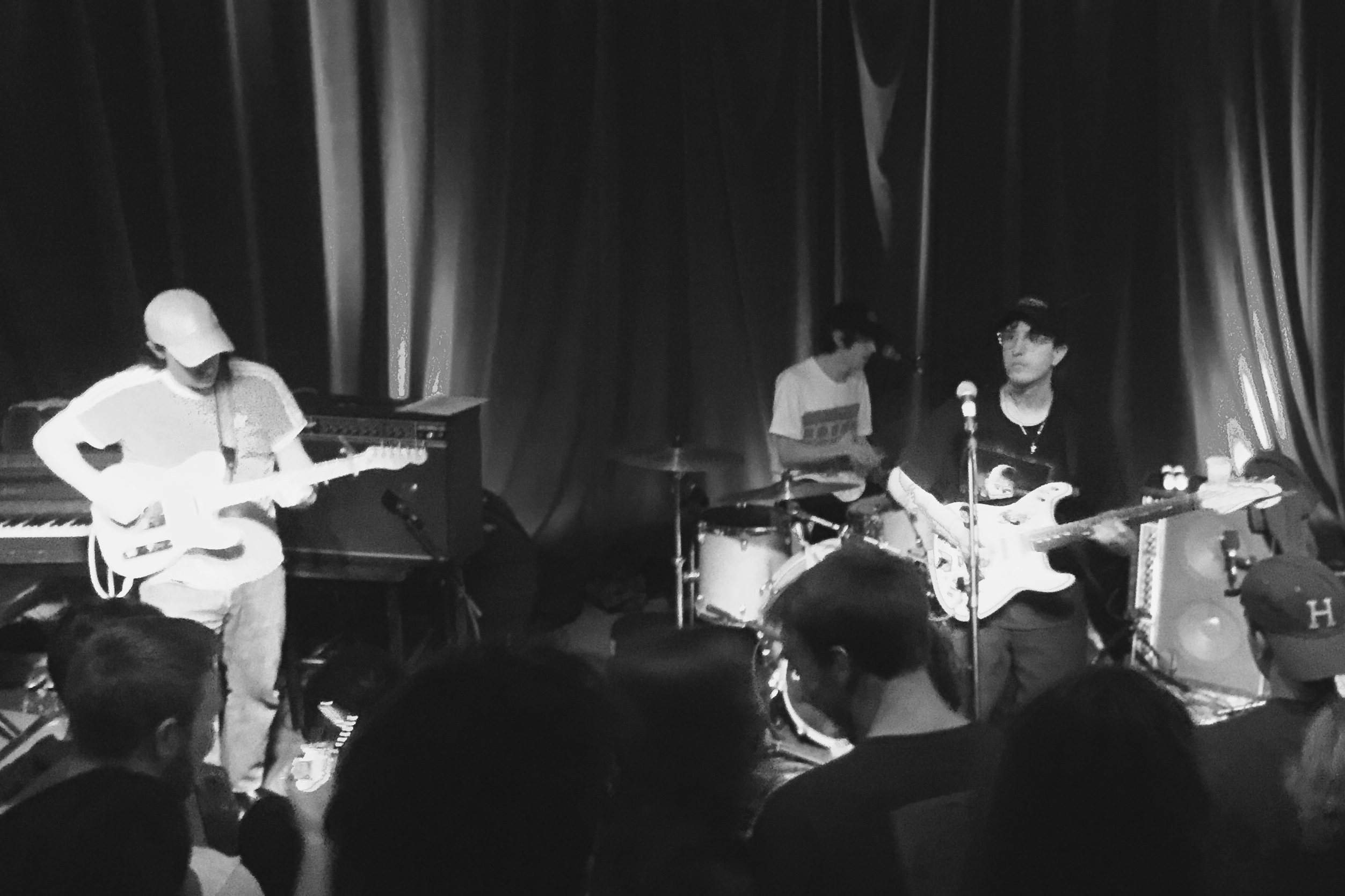
La band durante un live nel 2019

La band ha registrato in varie località nello stato di New York, Brooklyn, Manhattan e Los Angeles. L'album ha ricevuto il plauso della critica al momento della pubblicazione, e molti si sono complimentati per il suo tono brillante, gli arrangiamenti stratificati e l'approccio più collaborativo alla scrittura delle canzoni all'interno della band. L'uscita dell'album ha segnato anche il divario più lungo tra due album dei Beach Fossils nella storia della band, poiché il loro precedente LP Clash the Truth è stato pubblicato nel 2013.

## Tracce
1. This Year – 2:48 (Dustin Payseur, Jack Doyle Smith)
2. Tangerine (Featuring Rachel Goswell) – 3:14 (Tommy Davidson, Payseur, Smith, Caroline Polachek)
3. Saint Ivy – 3:44 (Davidson, Payseur, Smith)
4. May 1st – 2:59 (Davidson, Payseur, Smith)
5. Rise (Featuring Cities Aviv) – 1:41 (Davidson, Payseur, Smith, Gavin Mays)
6. Sugar – 3:24 (Davidson, Payseur)
7. Closer Everywhere – 3:16 (Davidson, Payseur, Smith)
8. Social Jetlag – 3:02 (Gardner, Payseur)
9. Down The Line – 2:38 (Payseur)
10. Be Nothing – 5:01 (Davidson, Payseur, Smith)
11. That's All for Now – 3:11 (Payseur, Smith)